# 75th Street-Elderts Lane
75th Street-Elderts Lane, in origine Elderts Lane e poi soltanto 75th Street, è una fermata della metropolitana di New York situata sulla linea BMT Jamaica. Nel 2019 è stata utilizzata da 1 029 388 passeggeri. È servita principalmente dalla linea J, tranne nell'ora di punta del mattino in direzione Manhattan e nell'ora di punta del pomeriggio in direzione Queens quando è servita dalla linea Z.

## Storia
La stazione fu aperta il 28 maggio 1917.

## Strutture e impianti
La stazione è posta su un viadotto al di sopra di Jamaica Avenue, ha due binari e due banchine laterali. Il mezzanino, posizionato sotto il piano binari, ospita le scale per accedere alle banchine, i tornelli e le due scale per il piano stradale che portano all'incrocio con 75th Street, una al lato nord e una all'angolo sud-est.

## Interscambi
La stazione è servita da alcune autolinee gestite da NYCT Bus.
- Fermata autobus